# Сніжний (Комсомольський район)
Сні́жний (рос. Снежный) — селище у складі Комсомольського району Хабаровського краю, Росія. Адміністративний центр Сніжненського сільського поселення.

## Населення
Населення — 1902 особи (2010; 2071 у 2002).
Національний склад (станом на 2002 рік):
- росіяни — 87 %